# Sainte-Jalle
Sainte-Jalle település Franciaországban, Drôme megyében. Lakosainak száma 326 fő (2022. január 1.). Sainte-Jalle Le Poët-Sigillat, Arpavon, Bésignan, Buis-les-Baronnies és Rochebrune községekkel határos.

## Népesség
A település népessége az elmúlt években az alábbi módon változott:
| Lakosok száma | 291  | 251  | 260  | 272  | 291  | 301  | 308  | 316  | 318  | 326  |
|               | 1968 | 1982 | 1990 | 2006 | 2013 | 2015 | 2017 | 2019 | 2020 | 2022 |